# Bratřejov (Nechvalice)
Bratřejov (německy Bratrejow) je malá vesnice, část obce Nechvalice v okrese Příbram ve Středočeském kraji. Leží nedaleko známého rybníka Bratřejovský velát. V roce 2011 zde trvale žilo 62 obyvatel. Tato osada byla založena roku 1185 zemanem Bratřejem.[zdroj?]

## Historie
První písemná zmínka o vesnici pochází z roku 1184. Vesnice se tehdy nazývala Bratreo a patřila Jiřímu z Milevska, stejně jako v roce 1216 , kdy se nazývala Bratreio. V roce 1414 se uvádí již současná verze názvu Bratrzieyow . Původ názvu považují lingvisté za vlastnický (rodné jméno Bratřej, podle něj pozemek Bratřejův)
Bratřejov a Bratříkovice mohly být  v předbělohorské době sídly českých bratří, pro bližší historii chybí písemné prameny.  Po bitvě na Bílé hoře a během celé třicetileté války došlo ke zdecimování obyvatel, někteří odešli s vírou svých předků do ciziny. Ostatní zůstali doma, přistoupili k římskokatolickému vyznání,  ale udržovali alespoň ústní tradici o slavné minulosti. 

## Přírodní poměry
U vsi se třpytí vody rybníka Velátu. Je pozoruhodný tím, že do něj voda nepřitéká, ale naopak z něj odtéká pryč dvěma potůčky. Jeden směřuje na jih k Žemličkově Lhotě a posléze se vlévá do Varovského potoka, druhý teče opačným směrem, protéká Oukřtalovem a jeho krátký tok končí v Počepickém potoce.
Okolo bratřejovského velátu se rozprostírají rákosy. Díky nimž se tu objevuje několik vzácných druhů ptáků a obojživelníků, například moták pochop, rosnička zelená a cvrčilky. V okolí jsou orchideové louky s kozlíkem dvoudomým a prstnatcem májovým.

## Obyvatelstvo
| Rok            | 1869 | 1880 | 1890 | 1900 | 1910 | 1921 | 1930 | 1950 | 1961 | 1970 | 1980 | 1991 | 2001 | 2011 | 2021 |
| -------------- | ---- | ---- | ---- | ---- | ---- | ---- | ---- | ---- | ---- | ---- | ---- | ---- | ---- | ---- | ---- |
| Počet obyvatel | 189  | 147  | 136  | 160  | 145  | 122  | 120  | 88   | 89   | 93   | 58   | 49   | 49   | 62   | 43   |
| Počet domů     | 22   | 23   | 23   | 23   | 23   | 23   | 24   | 22   | 22   | 20   | 19   | 18   | 21   | 22   | 22   |

## Pamětihodnosti
Ve vesnice se nachází kaple se zvoničkou.

## Pověsti
- O Husově kazatelně  Podle pověsti  kámen s mísovitou prohlubní, dochovaný v lesíku za rybníkem Velátem, sloužil prý v pohanských dobách jako obětiště pohanským bohům a ve středověku jako Husova kazatelna.  Místo leží stranou cest, dostatečně vzdálené od nejbližší vsi, s dobrým výhledem do dalekého okolí i s možností nenápadného ústupu, proto se prý u něj potají scházeli stoupeni bratrské víry k bohoslužbám i v období protireformace. Jejich vzdor zlomili jezuité z blízkých Petrovic, úspěšně činní v celém kraji.  Objevili se jednotlivci, jako sedlák Pavel Kožmín, který byl ještě v roce 1757 v Bratřejově vyobcován z církve , protože doma ukrýval Husovu Postilu. Když roku 1781 císař Josef II. vyhlásil toleranční patent, nebyl v kraji téměř nikdo, kdo by ho uvítal a využil.

- O čertově kameni Nedaleko Husovy kazatelny se nachází i „Čertův kámen“.[zdroj⁠?!] Pověst říká, že tímto místem běžel čert, který na zádech nesl ohromný kámen. Jenže pod tíhou toho kamene se čert propadl do pekla a ten kámen tam zůstal.

## Slavní rodáci
- František Pečený (1920–1977), český sklářský výtvarník, malíř a grafik

## Galerie

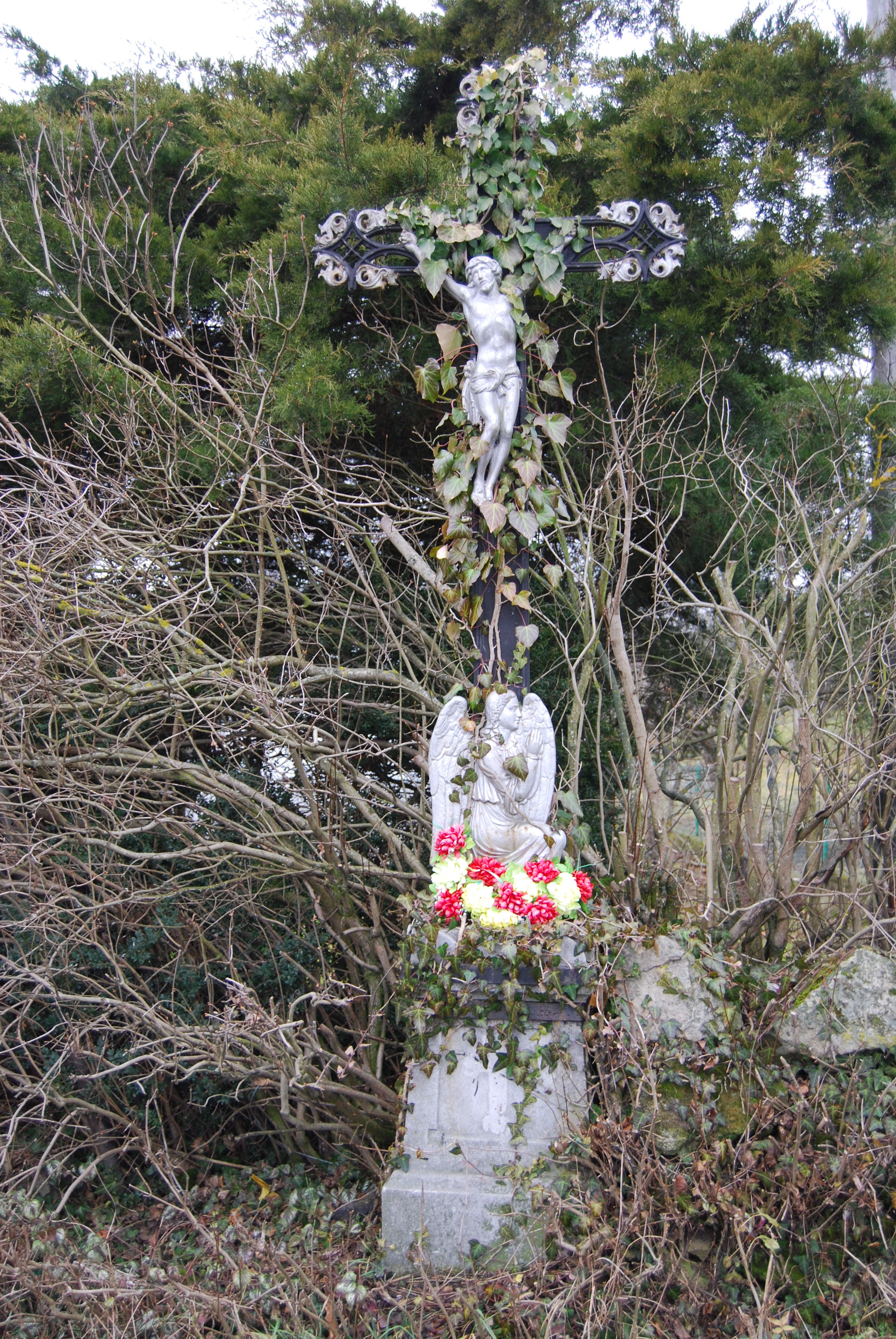
Kříž na křižovatce vedoucí do obce
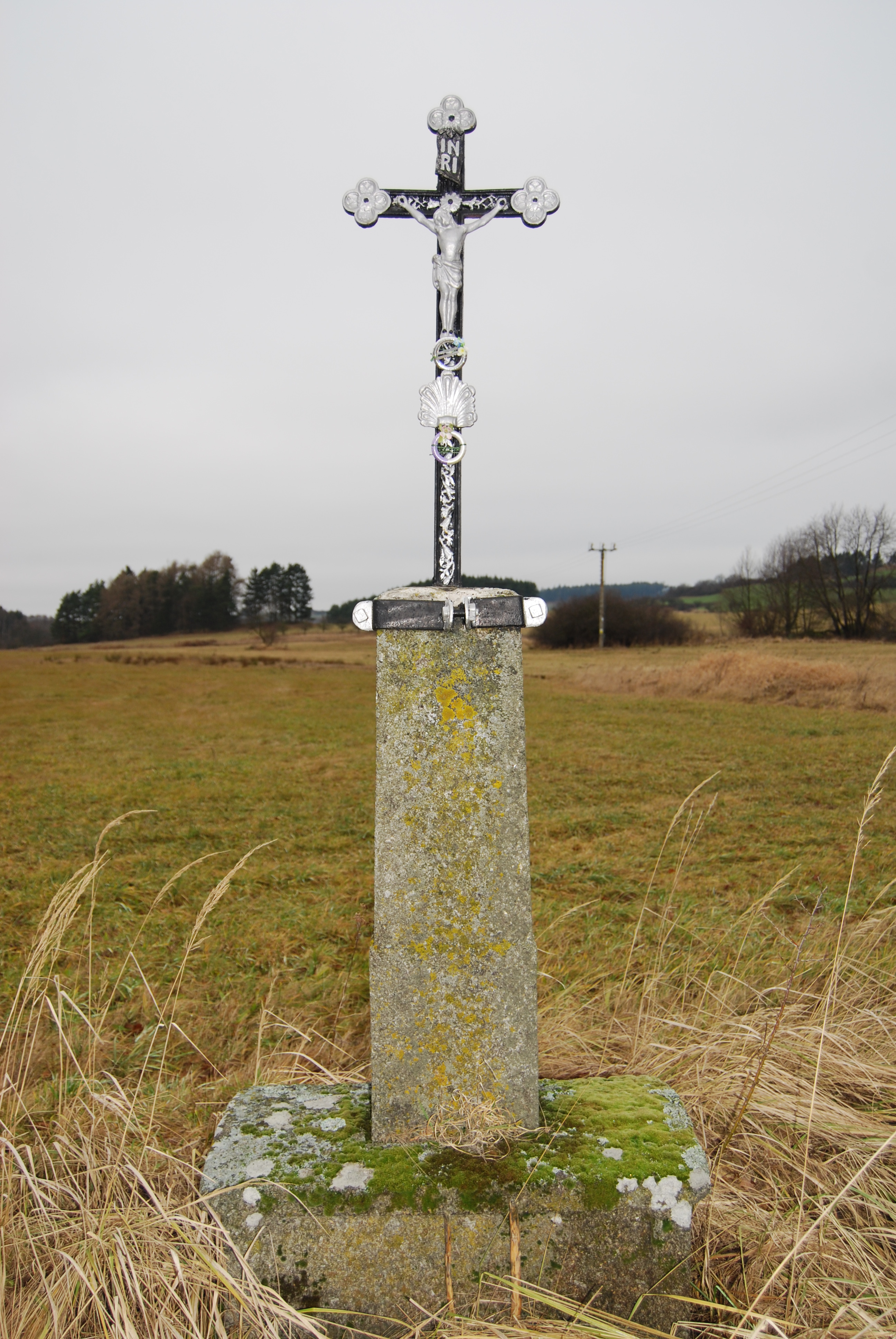
Kříž u silnice vedoucí do obce